# Avénacine
L'avénacine est une saponine (ou encore triterpénoïde) que l'on trouve dans l'avoine. Il en existe deux sortes : l'avénacine A1 et l'avénacine A2.

## Rôle et production
Elles ont pour rôle principal de protéger l'avoine des attaques fongiques. De fait, les champignons du sol attaquant l'avoine sont résistants et une sélection s'effectue sur la flore microbienne du sol.